# Pierre Girieud
Pierre Girieud, född 17 juni 1876, död 26 december 1948, var en fransk konstnär.
Girieud anslöt sig till Paul Gauguin och fauvisterna. Han utförde dels kompositioner med figurer, dels landskap, bland annat med motiv från Provence, och senare även kyrkliga fresker.